# 중앙유행전염병지휘센터
중앙유행전염병지휘센터(중국어: 中央流行疫情指揮中心, 영어: Central Epidemic Command Center, CECC)은 비상시에 중화민국 위생복리부 국가위생지휘센터(National Health Command Center) 산하에 설립되는 감염병 감시, 방역대책 수립 및 촉진, 감염증의 예방 관리에 필요한 대책을 담당하는 기관이다. 상설부서가 아니라 방역 정책의 필요에 따라 수시로 설치된다.
2020년 1월 20일 대만의 코로나19 범유행이 발생함에 따라 방역 수준 3급(해외에서 감염되는 사안에 대응)인 엄중 특수 감염성 폐렴 중앙 유행 전염병 지휘 센터(厳重特殊感染性肺炎中央流行疫情指揮中心)가 조직되어 질병관제서서장인 저우즈하오(周志浩)가 지휘관을 담당하고 동월 23일에는 (국내 감염 사안 발생에 대응) 2급으로 격상되어 중화민국 위생복리부 부장인 천스중(陳時中)이 지휘관이 되었다. 세계적으로 감염 확산되자 2월말에 1급으로 재승격되었다. 3월 9일에 부지휘관이 임명되어 내부 조직이 강화되었다.

## 같이 보기
- 중화민국 위생복리부
- 질병관제서
- 대만의 코로나19 범유행